# Ampulex difficilis
Ampulex difficilis là một loài côn trùng cánh màng trong họ Ampulicidae, thuộc chi Ampulex. Loài này được Strand miêu tả khoa học đầu tiên năm 1913.